# Srečko Fišer
Srečko Fišer, slovenski profesor, prevajalec, publicist in dramatik, * 15. junij 1953, Ajdovščina.

## Življenjepis
Srečko se je rodil očetu Janku, delavcu in materi Roziki, rojeni Vidmar, ki je bila prodajalka. Osnovno šolo je v šolskem leti 1960/61 obiskoval v rodni Ajdovščini, kasneje pa se je družina preselila v Novo Gorico, kjer je leta 1968 dokončal šolanje. Nato se je vpisal v gimnazijo, ki jo je prav tako obiskoval v Novi Gorici. Maturiral je leta 1972.
Po končani gimnaziji se je vpisal na Filozofsko fakulteto v Ljubljani, kjer je leta 1977 diplomiral iz primerjalne književnosti in literarne teorije ter slovenskega jezika in književnosti. Že med študijem je začel leta 1974 pisati ocene književnih del za Radio Ljubljana in Dnevnik, kar je delal do leta 1983. Leta 1976 je, prav tako med študijem, začel objavljati prve publicistične spise in prevode.
Od leta 1977 do 1979 je bil lektor za slovenski jezik na univerzi v Nottinghamu v Združenem kraljestvu, nato pa se je vrnil v Slovenijo, kjer je postal član novogoriške glasbene skupine Dobermani, za katero je bil kitarist in pisec glasbe. Skupina je v letih 1980-81 snemala glasbo za Radio Študent.
Leta 1981 je začel Srečko Fišer delati kot lektor v PDG Nova Gorica. V sezoni 1989/90 je bil tam tudi umetniški vodja. Vse odtlej se ukvarja s priredbami dramskih del in s prevajanjem. Največ prevaja angleško-ameriško in italijansko literaturo, med njegovimi prevodi pa so tudi dela iz francoščine. Poleg tega piše tudi literarne kritike, eseje in študije h knjižnim izdajam svojih prevodov.

## Nagrade

### Za življenjsko delo
- 2024 - Tantadruj (nagrada)

### Za prevajalsko delo
- 1997 - Sovretova nagrada za prevod romana V smrtni uri in prevod romana Ostanki dneva
- 2001 - Bevkova nagrada za prevajalske dosežke

### Za dramatiko
- 2005 - Smoletova nagrada za dramsko besedilo na Borštnikovem srečanju za dramo Medtem